# Nervus gluteus superior
Der Nervus glut(a)eus superior (lat., „oberer Gesäßnerv“) ist ein Nerv des Lenden-Kreuz-Geflechts (Plexus lumbosacralis). Bei Tieren wird er als Nervus gluteus cranialis („vorderer Kruppennerv“) bezeichnet.
Die Ursprungszellen (Wurzelzellen) des Nervs liegen im Lenden- und Kreuzteil des Rückenmarks vom vierten Lendenwirbel (L4) bis zum 1. Kreuzwirbel (S1). 
Der Nerv zieht beim Menschen zusammen mit der gleichnamigen Arterie und Vene durch das Foramen suprapiriforme (oberer/cranialer Teil des Sitzbeinlochs). Bei den Haustieren geht der Nerv vom Truncus lumbosacralis, einem gemeinsamen Ursprungsstrang für Nervus gluteus superior, Nervus gluteus inferior und Nervus ischiadicus ab. Dieser verlässt durch das Foramen ischiadicum majus die Beckenhöhle.
Der Nervus gluteus superior enthält nahezu ausschließlich motorische Nervenfasern und innerviert drei Skelettmuskeln der Hüftregion: Musculus gluteus medius, Musculus gluteus minimus (bei Tieren: Musculus gluteus profundus) und Musculus tensor fasciae latae.
Bei unsachgemäßer intramuskulärer Injektion in das Gesäß kann der obere Gesäßnerv verletzt werden.